# 布坎南原熱帶鯰
布坎南原熱帶鯰，為輻鰭魚綱鯰形目北非鯰科的其中一種，分布於亞洲印度的淡水流域，棲息在底層水域，屬肉食性，生活習性不明。